# Leucania tritonia
Leucania tritonia là một loài bướm đêm trong họ Noctuidae.